# Mercedes Vilanova Ribas
Mercedes Vilanova Ribas (Barcelona, 16 de junio de 1936) es una historiadora contemporánea española. Fundó la revista Historia y Fuente Oral y presidió la Asociación Internacional de Historia Oral (IOHA).

## Biografía
Estudió en las Monjas Alemanas de la Universidad de Barcelona, donde fue alumna de Jaume Vicens Vives, quien dirigió su tesis de licenciatura ¿Existio un eje Roma-Berlín? (1959). Simultáneamente amplió estudios en Barat College (EE. UU.). Su tesis doctoral, "España en Maragall" (1965), fue dirigida por Joan Reglà.
Colaboró en las revistas El Ciervo y Ajoblanco. Tras visitar Israel, París y Cambridge, en 1968 fue nombrada profesora ayudante del Departamento de Historia Moderna y Contemporánea de la Universidad de Barcelona. En 1993 fue nombrada catedrática de historia contemporánea de la Facultad de Geografía e Historia de la Universidad de Barcelona, cargo que ocupó hasta su jubilación en 2006. 
También ha sido miembro del Wilson Center de Washington, maestro visitante de la Universidad de Harvard, profesora en la Universidad de Boston e investigadora en el l'Institut d'Histoire por Temps Présent  del Centro Nacional para la Investigación Científica de París. Ha participado en diversos foros internacionales, como el Foro Mundial de las Mujeres de Beijing en 1995. Fue presidenta de la Asociación Internacional de Historia Oral entre 1996 y 2000. En 1989 fundó y dirigió la revista Historia, Antropología y Fuentes Orales y colaboró con el Proyecto Internacional de Documentación de los Trabajos Forzados.
Han dedicado sus investigaciones a temas como la abstención, el analfabetismo, la revolución social, el papel de las mujeres en la democracia parlamentaria y las historias de vida de los republicanos españoles en los campos nazis algunos de los cuales han sido publicados en revistas como American Historical Review, Fundamentos de Antropología, Oral History Review y Vingtième Siècle. Revue d'Histoire.
En 2005 recibió la Cruz de Sant Jordi, distinción que otorga la Generalidad de Cataluña.

## Obras
- España en Maragall (1968)
- La conformidad con el destino en Azorín (1971)
- Un estudio de geografía electoral. La provincia de Gerona en 1932 (1974)
- Atlas electoral de Catalunya durant la Segona República (1986)
- Atlas de l'evolución de l'analfabetismo en España de 1887 a 1981 amb Xavier Moreno i Julià, Premi Nacional d'Investigació i Innovació Educatives (1990)
- Les majorités. invisibles: exploitation fabril, révolution et répression: 26 entretiens (1995)
- Voces sin letras: analfabetos en Baltimore (2005)